# Françoise Chollet
Françoise Chollet est une athlète française, née à Toutlemonde le 15 mars 1959, adepte de la course d'ultrafond, championne de France des 24 heures en 2009 et championne du monde des 24 heures par équipe en 2010. 

## Biographie
Françoise Chollet est championne de France des 24 heures de Séné en 2009, et championne du monde des 24 heures de Brive par équipe en 2010,. En 2012, elle participe au Relais pour la vie au profit de la Ligue contre le cancer et organise une collecte.

## Records personnels
Statistiques de Françoise Chollet d'après la Fédération française d'athlétisme (FFA) et la Deutsche Ultramarathon-Vereinigung (DUV) :
- 10 km route : 43 min 41 s en 2004
- 20 km route : 1 h 50 min 2 s en 2018
- Semi-marathon : 1 h 36 min 39 s en 2004
- Marathon : 3 h 20 min 57 s au marathon de Cheverny en 2004[8]
- 50 km route : 5 h 8 min 50 s aux 100 km du Spiridon Catalan en 2014
- 100 km route : 9 h 28 min 59 s aux 100 km de Vendée en 2006
- 6 heures route : 57,870 km aux championnats du monde IAU des 24 h de Brive en 2010 (6 h split)
- 12 heures route : 109,278 km aux championnats du monde IAU des 24 h de Brive en 2010 (12 h split)
- 24 heures route : 212,827 km aux championnats de France des 24 h de Séné en 2009